# Julian Kroon
Julian Eugen Kroon, född 17 augusti 2001, är en svensk politiker (sverigedemokrat) och tidigare förbundsordförande i Konservativa Förbundet.

## Biografi
Kroon innehar en deltidstjänst som politisk sekreterare i Stockholms stadshus för Sverigedemokraterna. Därtill är han partiets ledamot i Klimat- och hållbarhetsnämnden i Region Stockholm samt ledamot i Norrmalms stadsdelsnämnd. Julian Kroon är bror med Gabriel Kroon som är gruppledare för Sverigedemokraterna i Stockholms stad. I samband med kommunalvalen 2022 blev Kroon invald, tillsammans med bland annat sin bror, till kommunfullmäktige för distrikt Norrmalm-Östermalm-Gamla Stan.
Kroon var 2019–2023 förbundsordförande i Konservativa Förbundet.